# Yūki Kagawa
Yūki Kagawa (香川 勇気 Kagawa Yūki?,  Prefectura de Hyōgo, Japón, 2 de julio de 1992) es un futbolista japonés que juega como defensa en el Oita Trinita de la J2 League.

## Trayectoria

### Clubes
| Club                   | País  | Año       |
| ---------------------- | ----- | --------- |
| Renofa Yamaguchi F. C. | Japón | 2015-2017 |
| V-Varen Nagasaki       | Japón | 2017-2019 |
| Tokyo Verdy (cedido)   | Japón | 2018      |
| Oita Trinita           | Japón | 2020-     |